# ألكساندرس ستراكوفس
ألكساندرس ستراكوفس، من مواليد 26 يونيو 1955 في مادونا في لاتفيا في الاتحاد السوفييتي، لاعب كرة قدم سوفييتي سابق، ومدرب كرة قدم لاتفي حالي.
درب منتخب لاتفيا لكرة القدم بين عامي 2001 و2004، وهو يدربهم منذ عام 2007.

## وصلات خارجية
- ألكساندرس ستراكوفس على موقع قاعدة بيانات كرة القدم.إي يو (الإنجليزية)
- ألكساندرس ستراكوفس على موقع بيانات كرة القدم. دي إي (الألمانية)
- ألكساندرس ستراكوفس على موقع Soccerway.com (الإنجليزية)
- ألكساندرس ستراكوفس على موقع عالم كرة القدم.نت (الإنجليزية)